# UC-8号潜艇
陛下之UC-8号艇是德意志帝国海军于第一次世界大战期间建造的其中一艘UC-I型近岸布雷潜艇或称U艇。它由汉堡的伏尔铿船厂承建，于1915年7月6日新船下水，至当月9日交付使用。其全长33.99米，水面及水下排水量分别为168吨和183吨，艇载武器则包括六具水雷投放井以及一门8毫米口径机枪。UC-8号入役后曾计划被部署至驻泽布吕赫的佛兰德区舰队，但在前往佛兰德的途中于1915年11月4日在泰尔斯海灵岛附近的荷兰海域搁浅。该艇遂遭荷兰当局扣押，随后以荷兰陛下之M-1号艇（荷蘭語：HNLMS M-1）之名投入荷兰皇家海军服役，至1932年拆解报废。

## 设计
第一次世界大战爆发后，为配合欧洲大陆的战事，德意志帝国海军鱼雷监察局（Inspektion des Torpedowesens）于1914年9月向潜艇监察局（Inspektion des U-Bootwesens）提议，研制小型布雷潜艇用于在法国近岸水域实施水雷封锁。潜艇局随即完成了代号为“35a号工程”的设计方案，即UC-I型潜艇。有别于同时代的大多数潜艇类别，该型潜艇基本上采用单壳体；这意味着艇体全由耐压壳体构成，当中集成了用于下潜的潜水舱。这种结构类型是衍生自19世纪后期德国的第一艘实验性U艇，在当时实际上已显过时。
UC-8号是首批15艘UC-I型方案的八号艇。这个亚型是基于同时开发的近岸作业潜艇UB-I型发展而来，但体积略大，全长为33.99米，并有3.04米的吃水深度；舷宽则同样限定在3.15米，以满足铁路运输所要求的装载限界。其水上和水下排水量分别为168吨和183吨。艇只搭载有一台功率为90匹公制馬力（66千瓦特）的戴姆勒制六缸四冲程柴油发动机用于水面运行，以及一台175匹公制馬力（129千瓦特）的西门子-舒克特电动发电机供水下运行；它们用以驱动一根单轴直径为1.08米长的三叶螺旋桨。该艇的潜航深度为50米。
UC-8号在水上的最高速度为6.2節（11.5每小時），在水下的最高航速则为5.22節（9.67每小時）。它可以5節（9.3每小時）的速度在水上巡航780海里（1,440），或以4節（7.4每小時）的速度在水下巡航50海里（93）。作为专用的布雷潜艇，该艇取消了鱼雷发射管，改为六具倾斜式水雷存储井，并可携带12枚UC120型水雷。布雷时只需将存储井底部的盖板打开，水雷便可凭借自身重量滑入水中。此外，在甲板上还配备有一挺8毫米口径机枪作为辅助武器。其标准船员编制为1名军官及13名水兵。

## 历史
UC-8号是由国家海军办公室作为C项战时订单（Kriegsauftrag C）的一部分，于1914年11月23日向汉堡的伏尔铿船厂订购，建造编号为52。艇只于1915年7月5日在首度担任艇长的海军中尉格奥尔格·哈格的指挥下先行入役，至一天后才正式下水。不同于其通过铁路转运的大多数姊妹艇，UC-8号在完成海试和训练后，于1915年10月29日独力从基尔启程前往布鲁日，计划加入佛兰德区舰队。11月1日，该艇至埃姆登驻泊以等待更好的天气条件，并于11月4日继续前往佛兰德的行程。然而，UC-8号当天却因导航错误在泰尔斯海灵岛附近的荷兰海域搁浅，进而被荷兰当局打捞浮起。由于荷兰在战争期间保持中立，故并未归还德国，该艇先后遭扣押在纽维迪普和阿尔克马尔。
1917年1月3日，荷兰向德意志帝国海军购买了UC-8号的所有权，并自同年3月13日以“M-1号”之名投入荷兰皇家海军服役，为荷兰潜艇的发展作出了贡献。荷兰人将M-1号获得的技术用于本国潜艇O-8号之中，后者的获得方式与M-1号类似，但购自英国皇家海军。M-1号艇上的蔡司潜望镜也被转移至O-8号。M-1号最终于1932年拆解报废。

## 脚注
1. ↑  Tarrant，第173頁.
2. 1 2 3 4  Helgason, Guðmundur. . German and Austrian U-boats of World War I - Kaiserliche Marine - Uboat.net.   [2009-02-20].
3. 1 2 3 4  Gröner 1991，第30-31頁.
4. ↑  Helgason, Guðmundur. . German and Austrian U-boats of World War I - Kaiserliche Marine - Uboat.net.   [2015-03-08].
5. ↑  Helgason, Guðmundur. . German and Austrian U-boats of World War I - Kaiserliche Marine - Uboat.net.   [2015-03-08].
6. ↑  陈进，第45頁.
7. 1 2  陈进，第46頁.
8. ↑  NARS，第86頁.
9. ↑  . DutchSubmarines.com.   [2022-07-13]. （原始内容存档于2016-01-11）.